# Шлем (геральдика)
Шлем (фр. le casque) — один из элементов герба, помещается над щитом.

## История
Шлем с самого начала использования являлся необходимым средством защиты для всех воинов. Пройдя через поля сражение и турниры, шлем начал менять свою форму. Закрытый шлем начал оснащался забралом и подбородником, и он стал настоящим признаком знатности. Позднее, шлем преобразовался в сферический, на основе которого и сформировался геральдический шлем. Затем, когда формировалась шкала признаков достоинства, оказалось, что изображение шлема имеет столько вариантов, что позволяет наглядно отобразить достоинство и происхождение хозяина герба и даже количество его феодов, как это было в немецкой геральдике. Геральдист Кроллаланца писал, что "Тайны немецкой геральдики", почти все заключаются в шлемовых эмблемах и шлемах. Их всегда помещают несколько, чтобы обозначить число феодов, а также то, сколько голосов подаёт его группа знати в сейме, а не степень знатности. Их настолько много (иногда в гербе насчитывалось 33 шлема), что геральдист Маньи утверждал: "В Германии шлемовая эмблема представляет герб, а шит — это всего лишь приложение к нему".
В геральдике Западной Европы существовали разные роды геральдических шлемов в зависимости от титула, достоинства или звания владельца герба. На древних гербах, точных снимках рыцарского вооружения, шлемы всегда изображались в профиль, но с XV века их стали представлять впрямь. При этом сами положения шлема в гербе (впрямь, в профиль, вправо или влево и т. д.) и особенности его отделки служили отличительными признаками знатности. В современной геральдике типы шлемов классифицированы, при этом учитывается всё многообразие форм шлемов. Согласно регламенту, во вновь создающихся гербах запрещено использовать изображение шлемов "архаичных форм"  (напр. "с воробьиным носом"). Щит увенчанный горшковидным шлемом, если он является таковым в гербе с "незапамятных" времён, подтверждает древность рода. Это же относится и к другим типам шлема с забралом (вошёл в употребление не ранее XIV века), которые изображают не менее древние рода.
В целом, можно утверждать, что в разные эпохи в разных регионах всё же наблюдалось определённое единообразие и соответствие предписания относительно материала шлема и ракурса его изображения. Что касается других элементов, даже авторитетные геральдисты расходятся между собой и нужно лишь "принимать к сведению", что в них предписывается.

## Геральдические европейские шлемы
Описание дано по требованиям современной европейской геральдики:
| Изображение | Титул                | Описание |
| ----------- | -------------------- | --- |
|             | Император            | Весь шлем из золота, повёрнут прямо и полностью открыт, или же с решёткой из одиннадцати решетин, увенчивается соответствующей титула короной. Во многих гербах украшены насечкой (арабесками). |
|             | Король               | Полностью повторяет шлем императора. В английской и шотландской геральдике шлем короля из золота с узорной насечкой, повёрнут прямо, с пятью решетинами. |
|             | Принц                | Серебряный шлем, открытый. В английской и шотландской геральдике шлем принца из золота с узорной насечкой, повёрнут прямо, с пятью решетинами. |
|             | Герцог               | Серебряный шлем с золотой каймой, менее открытый, с девятью решетинами, повёрнут вполоборота, т.е. слегка обращённый боком, увенчан соответствующей короной. В английской и шотландской геральдике шлем герцога прямо смотрящий, но из стали, с пятью золотыми решетинами. |
|             | Князь                | Полностью повторяет шлем герцога. |
|             | Маркиз               | Серебряный шлем, с золотой каймой, с семью решетинами, повёрнутый вполоборота и увенчан соответствующей короной. В английской и шотландской геральдике шлем маркиза прямо смотрящий, но из стали, с пятью золотыми решетинами. |
|             | Граф                 | Полностью повторяет шлем маркиза. В геральдическом словаре Бомпьяни (1930), графский шлем дан вполоборота, с семнадцатью золотыми решетинами, как и шлем виконта. В английской и шотландской геральдике шлем графа стальной, в профиль, с золотыми решетинами. |
|             | Патриций             | Серебряный шлем, с золотой насечкой, в профиль, с забралом приподнятым наполовину. |
|             | Виконт               | Серебряный шлем, расположен в профиль, с семью решетинами, увенчан соответствующей короной. В английской и шотландской геральдике шлем виконта стальной, в профиль, с золотыми решетинами. |
|             | Барон                | Полностью повторяет шлем виконта. В английской и шотландской геральдике шлем барона стальной, в профиль, с золотыми решетинами. |
|             | Баронет              | Стальной шлем, прямо повёрнутый и открытый. |
|             | Сквайр               | Стальной шлем, закрытый и повёрнут в профиль. |
|             | Кавалер              | Полностью повторяет шлем виконта. |
|             | Древнее дворянство   | Не имеющие титула: стальной шлем, с серебряной каймой, повёрнут вполоборота, с тремя видными прутьями решётки, увенчивается венчиком (бурелетом) и навершием, расположенным в профиль. Некоторые геральдисты требуют, чтобы шлем был изображён прямо, для того чтобы было видно число прутьев. В русской геральдике такое правило отсутствует, но по практике некоторые дворянские роды, внесённые в VI-ю часть родословной книги изображали шесть золотых решетин, вместо пяти, подчёркивая свою древность. |
|             | Дворяне              | Стальной (металлический, железный) шлем, полностью закрытый и повёрнутый боком |
|             | Почётное гражданство | Шлем из тёмной стали, без клейнода на шее, с зарытым забралом (мехами) повёрнут в профиль. |

## Шлемы в российской геральдике
В Российской геральдике приняты два шлема: западноевропейский и русский. Последний может быть помещён лишь в гербах лиц, внесённых в VI часть дворянской родословной книги или принадлежащих к древним удельным княжеским родам. Княжеские роды восточного происхождения могут помещать в своих гербах вместо шлема — восточный шишак.
Дворянская корона помещается на шлеме и состоит из чередующихся между собой четырёх золотых листьев и стольких же жемчужин. Герб лиц титулованных имеют соответствующие титулам короны.

## Блазонирование шлемов
При описании шлемов европейские геральдисты отмечают у шлемов:
- Материал шлема — старинные стальные шлемы в основном в гербах средней знати. Золото — для суверенных государей. Серебро — для герцогов. маркизов. графов и потомственных рыцарей. Оба этих драгоценных металла, украшались насечкой (арабесками). Достоинство металла совпадает с достоинством формы шлема.
- Форма шлема — открытый, полуоткрытой, решетчатой или закрытой.
- Ракурс изображения шлема — прямо, вполоборота и в профиль.
- Расположение шлема.

### Формы украшений шлема
Формы украшений шлемов связаны с турнирными истоками герба:
- Решетины
- Намёт
- Навершие
- Клейнод (шейная цепь)

## Титульные шлемы

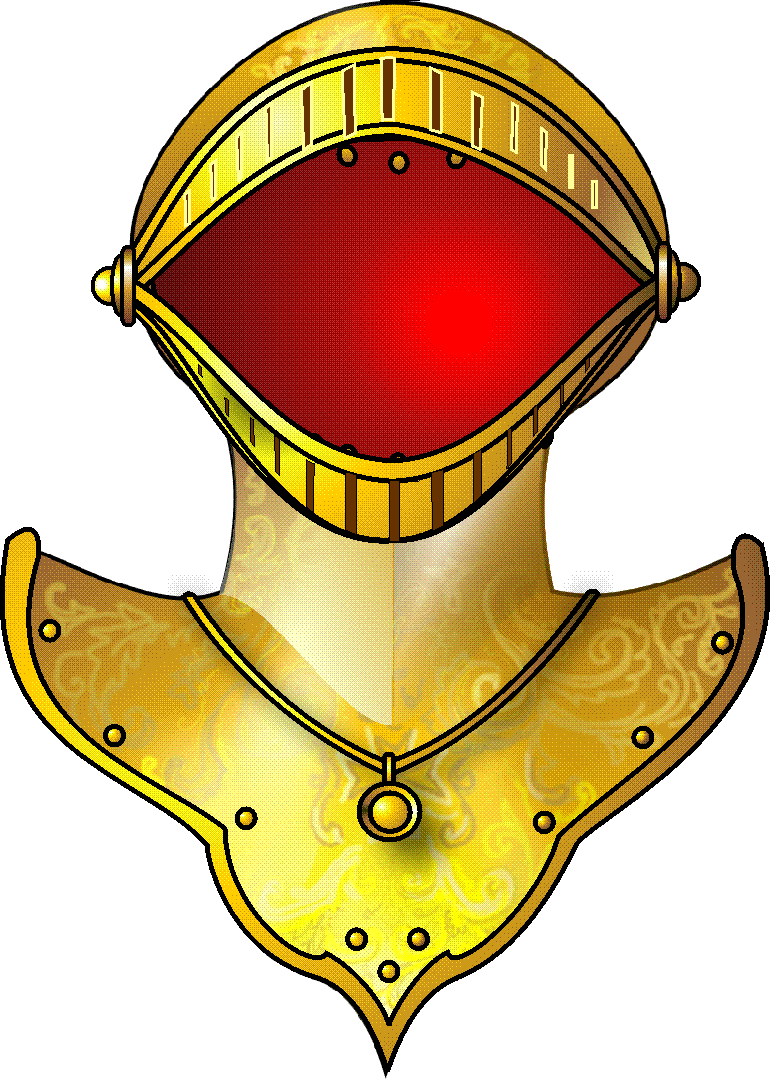
Шлем принцев королевской крови
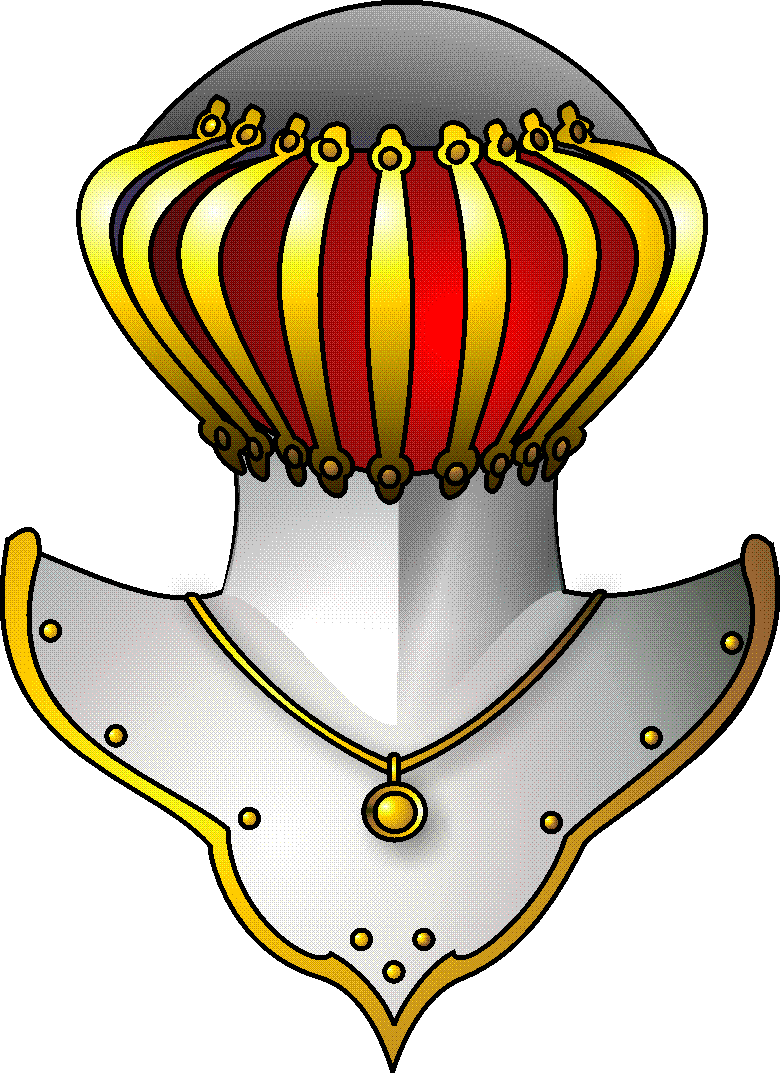
Шлем герцогов
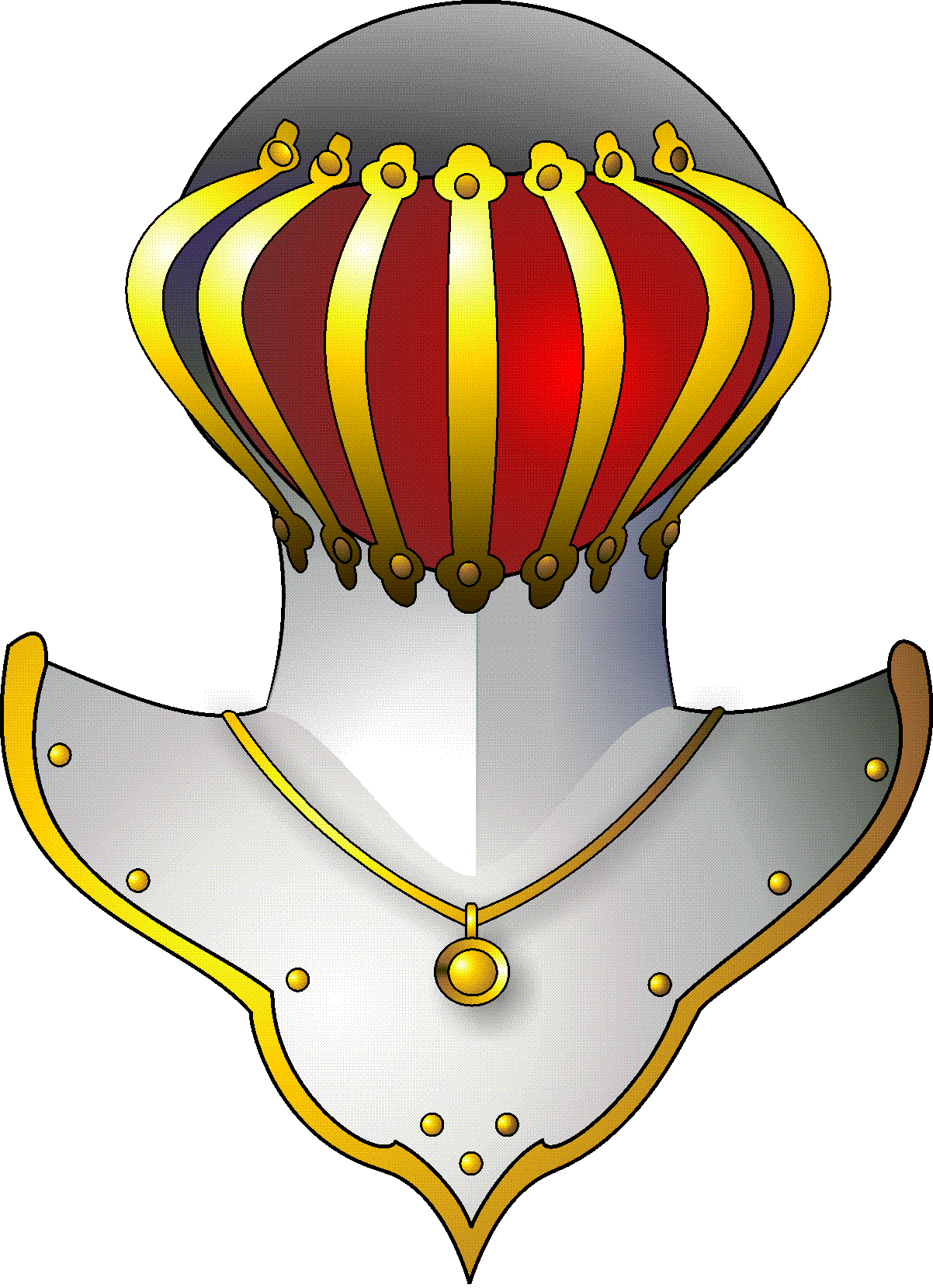
Шлем маркизов
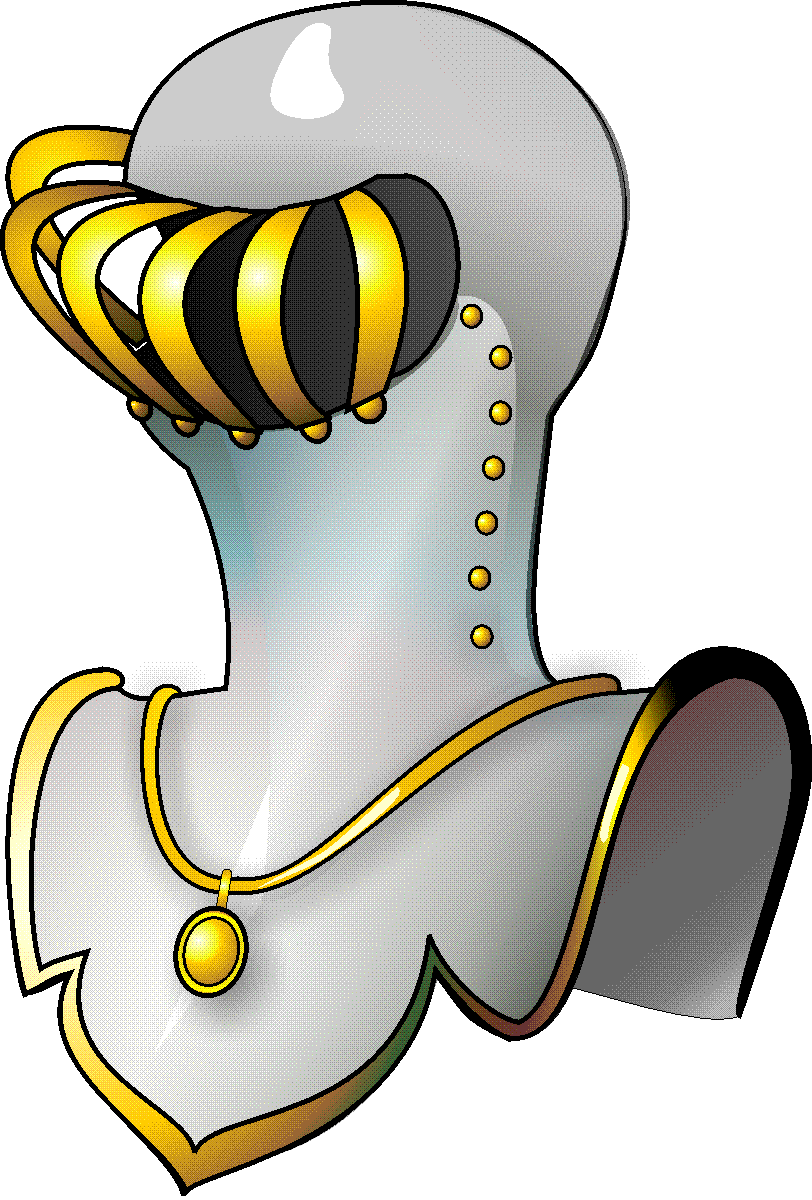
Шлем графов
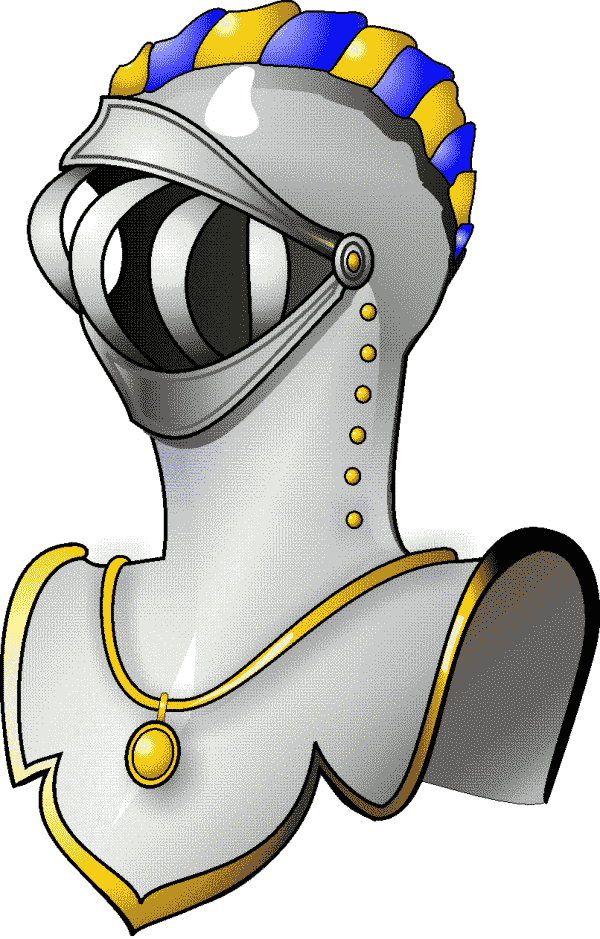
Шлем дворянина, с бурелетом
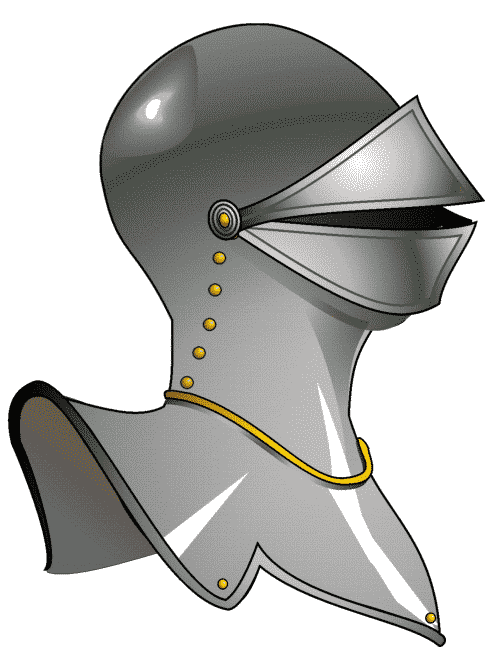
Шлем незаконнорождённого
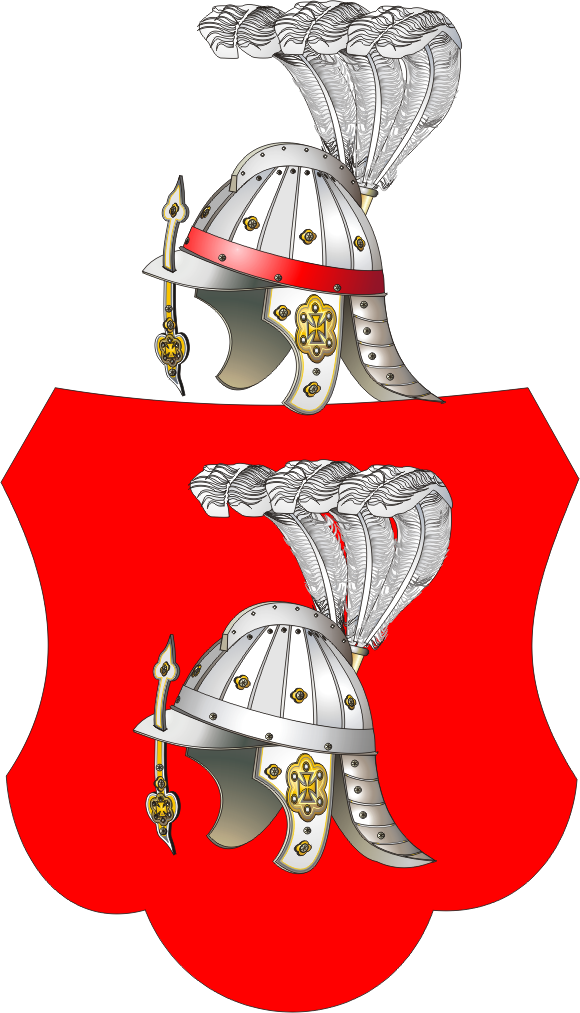
Вариант польского герба Белинский
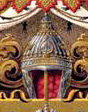
Русский шлем на среднем гербе Российской Империи